# Венера Переможниця
Венера Переможниця (також Венера Переможна або Venus Victrix) — мармурова напівоголена скульптура Венери (Афродіти) у натуральну величину, виконана італійським скульптором Антоніо Кановою в період з 1805 по 1808 рік. Моделью скульптури була Поліна Бонапарт.

## Історія

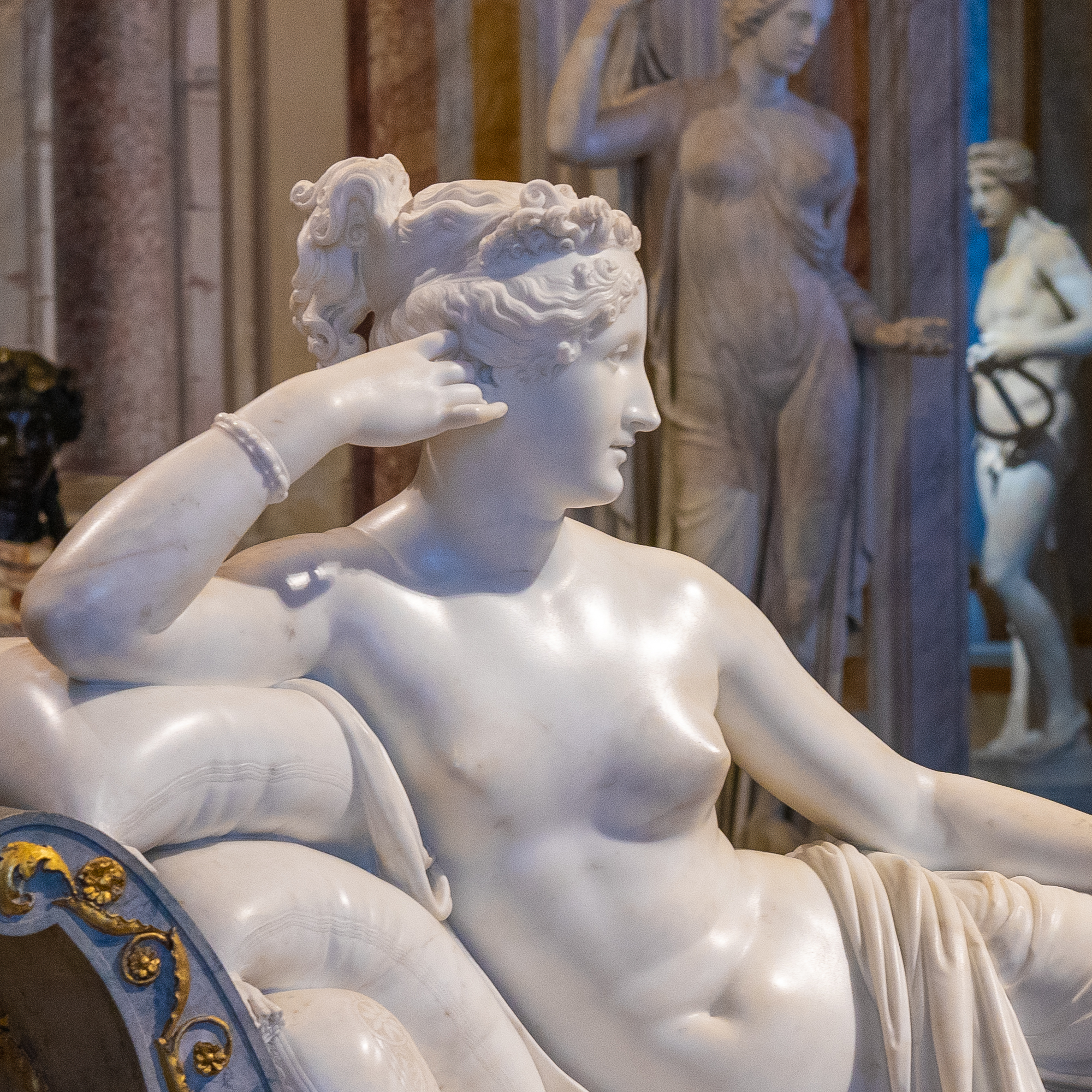
Венера Переможниця Канови (портрет)

Поліна Бонапарт, сестра Наполеона I, 1803 року вийшла заміж у другому шлюбі за римського принца Камілло Боргезе. Саме для того, щоб відсвяткувати цей шлюб, Борґезе доручив у 1804 році Антоніо Канові виконати скульптуру молодої дружини. Коли Поліна почала позувати скульптору, їй було 25 років. Тема скульптури, можливо, була навіяна міфічним предком родини Борґезе, яка виводила своє походження до самої богині Венери через її сина Енея, засновника Риму.

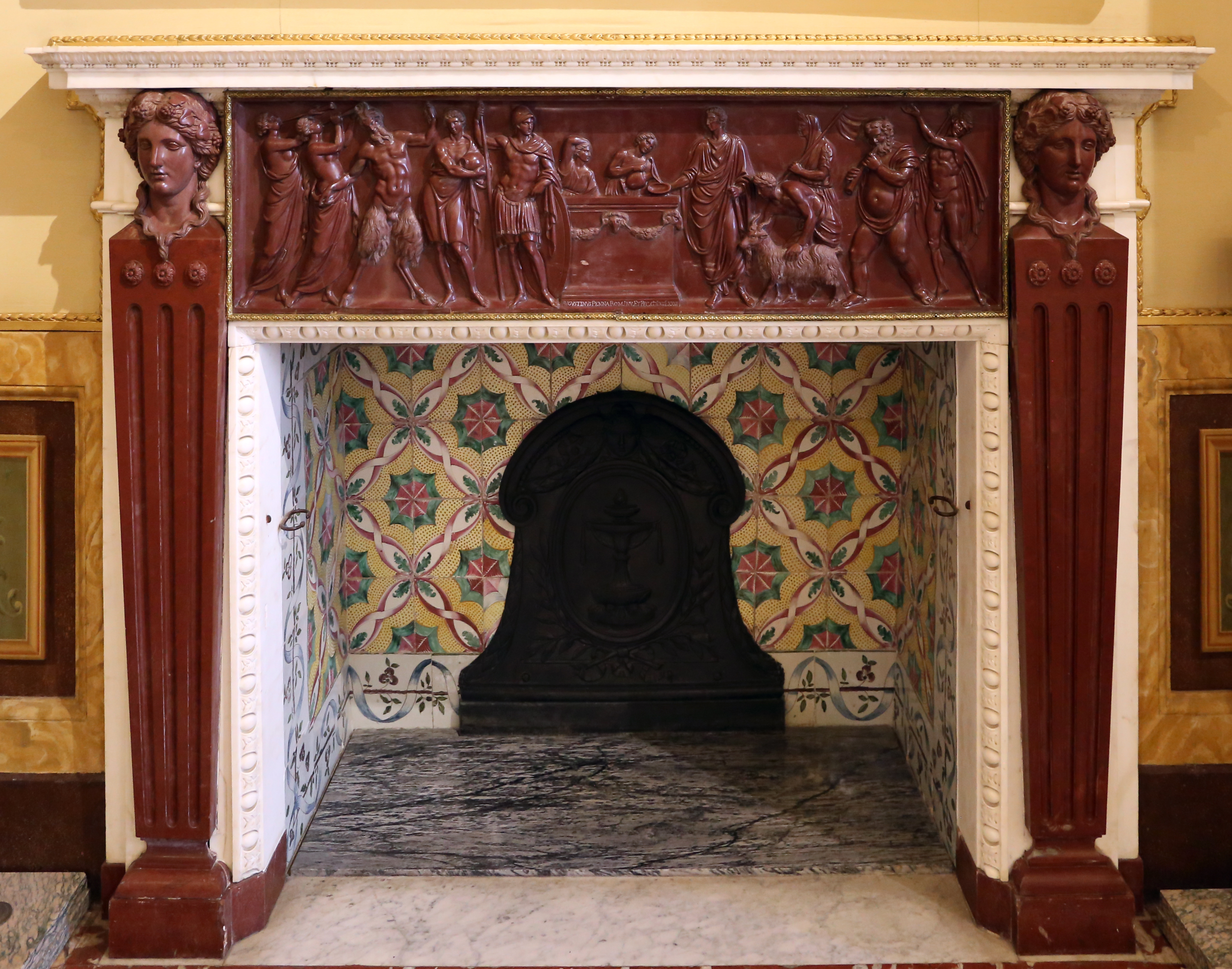
Камін для обігріву студії художника

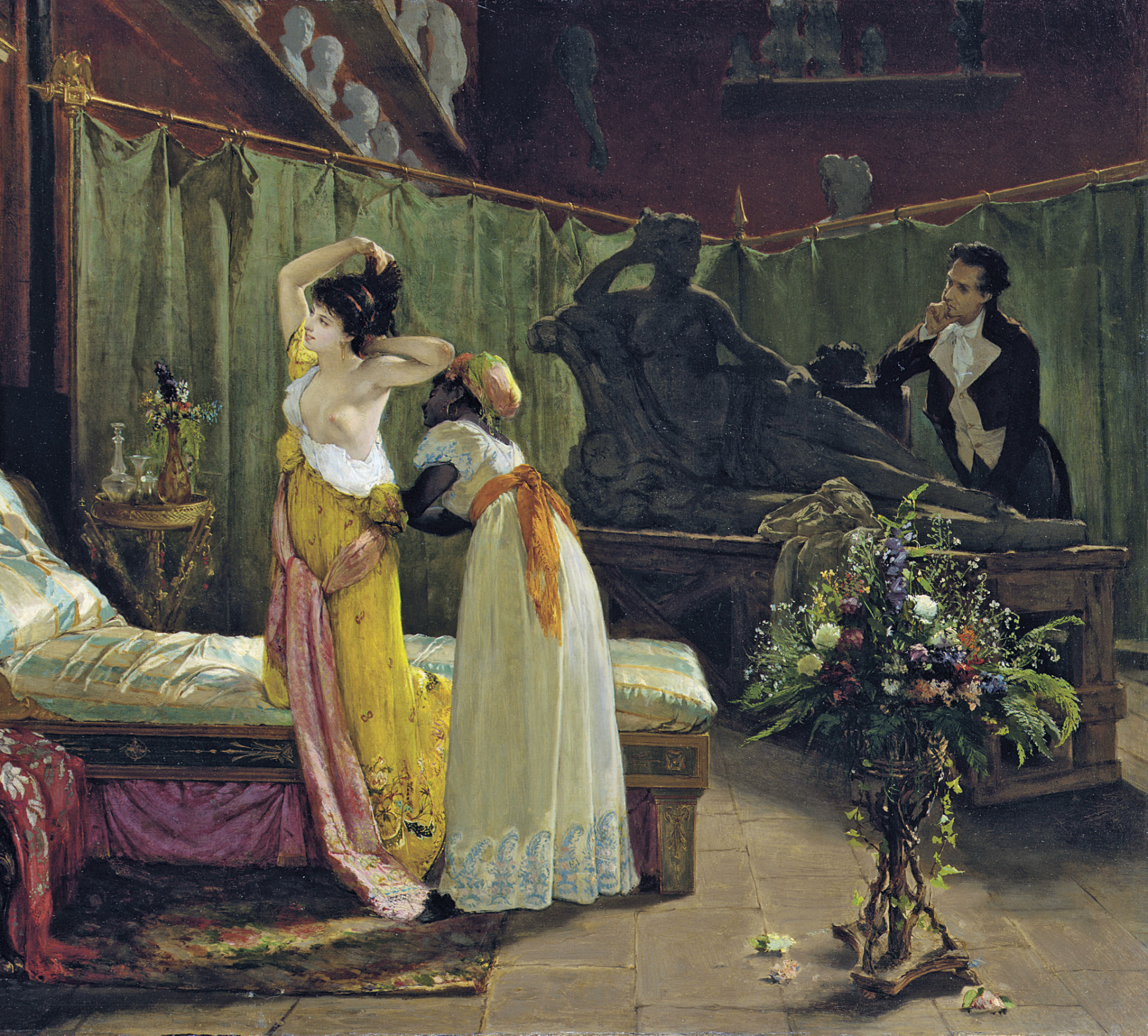
Антоніо Канова за роботою

Спочатку Канові запропонували зобразити Поліну Бонапарт цілковито одягненою, як цнотливу богиню Діану, але сама Поліна наполягла на образі Венери. У неї була репутація розкріпаченої жінки, і, можливо, вона насолоджувалася розмовами про оголену позу. Коли її запитали, як вона могла позувати для скульптора в такому вигляді, Поліна відповіла, що в студії був камін, який зігрівав її, хоча ця відповідь могла бути навмисною для створення галасу навколо роботи.
Дерев'яна основа, задрапірована як катафалк, на якій розташовувалася Венера, колись мала механізм повороту скульптури, як і в інших роботах Канови, щоб глядач міг спостерігати її з усіх боків, не сходячи з місця. Він також використав свічки для освітлення своєї роботи, що приводило глядачів у захват не тільки від прекрасної якості мармуру, а й воскової поверхні. Таку текстуру він створював своїм особливим способом.
Статуя, доставлена до Палаццо-Боргезе у Римі після повалення Наполеона, залишалася там, поки 1820 року Камілло Боргезе вирішив прибрати її, закривши на зберігання. Не була проти цього й сама Поліна, яка страждала від хвороб і померла 1825 року. У 1838 році скульптуру доставили на Віллу-Боргезе. Спочатку її виставили в кімнаті Elena e Paride, а 1889 року остаточно розташували в залі на першому поверсі, склепіння якого були розписані історіями Венери і Енея.